# Estado mafioso
Um Estado mafioso ou Estado-máfia é um sistema de estado onde o governo está vinculado com o crime organizado, inclusive quando autoridades governamentais, policiais e/ou militares participam de negócios ilícitos. O termo máfia é uma referência para todos os grupos do crime organizado fortemente relacionados com as autoridades.
De acordo com os críticos do conceito de estado mafioso, o termo "foi agora tão usado e abusado nas descrições popularizadas de atividade criminosa organizada que perdeu muito do seu valor analítico".

## Aplicações particulares do conceito

### Repúblicas e territórios da antiga Iugoslávia
A província separatista da Sérvia, o Kosovo, tem sido chamado de "Estado mafioso" pelo deputado italiano Pino Arlacchi em 2011, e também por Moisés Naím em seu ensaio de 2012 “Mafia States” em Foreign Affairs. Naím destacou que o primeiro-ministro do Kosovo, Hashim Thaçi, está supostamente ligado ao tráfico de heroína. Muitas outras alegações de crimes foram feitas, e investigadas por vários países, contra Thaçi.
Moisés Naím também rotulou Montenegro como "Estado mafioso", no mesmo ensaio, descrevendo-o como um centro para o contrabando de cigarros.

### Transnístria
O território separatista não reconhecido da Moldávia, a Transnístria, tem sido descrito por jornalistas, pesquisadores, políticos e diplomatas como um quase-Estado cuja economia é dependente de contrabando e tráfico de armas - de forma semelhante ao Kosovo.
Por exemplo, em 2002 o presidente da Moldávia, Vladimir Voronin chamou a Transnístria uma "residência da máfia internacional", "baluarte do contrabando" e "base de apoio de combatentes islâmicos". As alegações foram seguidas por tentativas de bloqueio aduaneiro. Reagindo às acusações, a estatal russa RTR exibiu um programa investigativo revelando que as empresas da Transnístria conduziam fabricação em nível industrial de armas pequenas propositadamente para o tráfico ilegal posterior via porto ucraniano de Odessa. De acordo com o programa, o comércio era controlado e beneficiava o fundador da Transnístria e o então governante, Igor Smirnov.

### Itália e Japão
Historicamente, a Itália foi o berço da máfia, uma das formas mais lendárias do crime organizado. Em uma análise crítica do ensaio de Moisés Naím em Foreign Affairs, Peter Andreas apontou para a longa existência da máfia italiana e Yakuza japonesa, citando as relações estreitas entre as organizações ilícitas e os respectivos governos. De acordo com Andreas, estes exemplos falam contra a incidência de estados mafiosos como uma nova ameaça histórica.

### Rússia
O termo tem sido usado por alguns meios de comunicação ocidentais para descrever o sistema político da Rússia sob o governo de Vladimir Putin. Esta caracterização ganhou destaque após os vazamentos de telegramas diplomáticos dos Estados Unidos, que revelaram que os diplomatas estadunidenses viam a Rússia como "uma cleptocracia, corrupta, autocrática, centrada na liderança de Vladimir Putin, em que oficiais, oligarcas e o crime organizado estão unidos para criar um "estado mafioso virtual.'" O jornalista e autor Luke Harding afirma que Putin "criou um estado povoado por ex-oficiais da KGB e do FSB, como ele próprio, [que estão] empenhados em ganhar dinheiro acima de tudo". Na opinião de diplomatas estadunidenses "o governo [da Rússia] efetivamente [é] a máfia".
De acordo com o New Statesman, "o termo entrou no léxico de discussões de especialistas" vários anos antes dos vazamentos de telegramas, "e não como uma metáfora frívola. Aqueles mais familiarizados com o país chegaram a vê-lo como uma cleptocracia com Vladimir Putin no papel de capo di tutti capi, dividindo os despojos e prevenindo guerras territoriais entre clãs rivais de uma elite essencialmente criminosa". Em 2008, Stephen Blank observou que a Rússia sob Putin é "um estado que oficiais europeus chamam privadamente de um estado máfia "que" naturalmente gravita em direção a um comportamento mafioso".
Nikolay Petrov, um analista do Centro Carnegie de Moscou, disse que "é muito difícil de prejudicar a imagem da Rússia no mundo, porque ela já não é muito boa".
O prefeito de Londres, Boris Johnson, escrevendo em 2013 para The Telegraph, apontou para "uma farsa, uma conspiração criminosa gigantesca pela qual a polícia russa e agentes fiscais são coniventes com o poder judiciário e a máfia para roubar milhões do Estado russo", referindo-se ao assassinato e julgamento posterior de um informante russo Sergei Magnitsky.

### Brasil
Enquanto os meios de comunicação e trabalhos acadêmicos têm utilizado a noção de Estado miliciano para descrever a presença crescente de "grupos armados sob patrocínio estatal" em estados brasileiros, a exemplo do Rio de Janeiro, a ascensão de Jair Bolsonaro à Presidência da República em 2019 direcionou a atenção pública para os vínculos pessoais e profissionais entre o Presidente e seus filhos com pessoas associadas a milícias, assim como para o aumento expressivo da participação de militares em cargos de natureza civil no Executivo Federal.
O conceito de Estado miliciano diz respeito ao controle político exercido através da ameaça e uso constantes das armas, e seu emprego para o caso brasileiro se apoia na ampliação exponencial do uso da violência como instrumento político, da ordem de 335% entre 2019 e 2022.
O assassinato da então vereadora pelo PSOL Marielle Franco e de seu motorista Anderson Gomes no Rio de Janeiro em 14 de março de 2018 é emblemático nesse sentido, à medida que as investigações buscam definir se houve participação dos ex-policiais militares Élcio de Queiroz e Ronnie Lessa no crime. Enquanto o primeiro suspeito frequentava o condomínio Vivendas da Barra, no qual residia Jair Bolsonaro, o segundo afirmou ter recebido ajuda ocasional do Presidente.